# Okres Uherské Hradiště
Der Okres Uherské Hradiště (Bezirk Ungarisch Hradisch) befindet sich mit einer Fläche von 991 km² im südwestlichen Teil des Zlínský kraj (Tschechien).
Der größte Teil der Beschäftigten arbeitet in der Industrie (39 %), davon die meisten im Maschinenbau, im Flugzeugbau, in der Wehrtechnik und der Mikroelektronik sowie der Nahrungsmittelindustrie. In der Landwirtschaft finden nur noch 4,6 % der Erwerbstätigen ihr Auskommen. Die Arbeitslosigkeit liegt etwa 11 % unter dem Schnitt Tschechiens.

## Sehenswürdigkeiten
Uherskohradišťsko ist auch die Region der Sonne und des Weins. Darüber hinaus befinden sich hier auch viele kulturhistorische Denkmäler, wie
- Kirchliche Gebäude in Velehrad, die ihren Ursprung in der Missionierung durch Kyrill und Method haben.
- Burg Buchlov
- Das architektonisch interessante Komplex des barocken Schlosses in Buchlovice
- Denkmal des Großmährischen Reiches aus dem 9. Jahrhundert in Staré Město
- Slovácké-Flugzeugmuseum in Kunovice.
- Das Gebiet Slovácko teilt sich kulturhistorisch in Horňácko, das obere Gebiet der Moravské Kopanice in der Gegend von Starý Hrozenkov, Luhačovického Zálesí, den Übergang von Slovácko zu Valašsko und Dolňácko, eine Talebene in der Region Pomoraví. Dieses traditionsreiches Gebiet bietet viele historische Veranstaltungen wie Fašank in Strání, Jízda Králů (Königsfahrt) in Vlčnov oder Kopaničářské slavnosti in Starý Hrozenkov.
- In der malerischen Landschaft um Baťův kanál besteht die Möglichkeit, Wanderungen zu Fuß oder auf dem Fahrrad durchzuführen. Sommer- und Wintersport kann in den Bílé Karpaty (Weißen Karpaten) betrieben werden.

Jährlich besuchen etwa 58.000 Touristen das Gebiet. Topolná ist Standort des Langwellensenders des tschechischen Rundfunks.

## Städte und Gemeinden
Babice – Bánov – Bílovice – Bojkovice – Boršice – Boršice u Blatnice – Břestek – Březolupy – Březová – Buchlovice – Bystřice pod Lopeníkem – Částkov – Dolní Němčí – Drslavice – Hluk – Horní Němčí – Hostějov – Hostětín – Hradčovice – Huštěnovice – Jalubí – Jankovice – Kněžpole – Komňa – Korytná – Kostelany nad Moravou – Košíky – Kudlovice – Kunovice – Lopeník – Medlovice – Mistřice – Modrá – Nedachlebice – Nedakonice – Nezdenice – Nivnice – Ořechov – Ostrožská Lhota – Ostrožská Nová Ves – Osvětimany – Pašovice – Pitín – Podolí – Polešovice – Popovice – Prakšice – Rudice – Salaš – Slavkov – Staré Hutě – Staré Město – Starý Hrozenkov – Strání – Stříbrnice – Stupava – Suchá Loz – Sušice – Svárov – Šumice – Topolná – Traplice – Tučapy – Tupesy – Uherské Hradiště – Uherský Brod – Uherský Ostroh – Újezdec – Vápenice – Vážany – Velehrad – Veletiny – Vlčnov – Vyškovec – Záhorovice – Zlámanec – Zlechov – Žítková